# Alaa Thabet

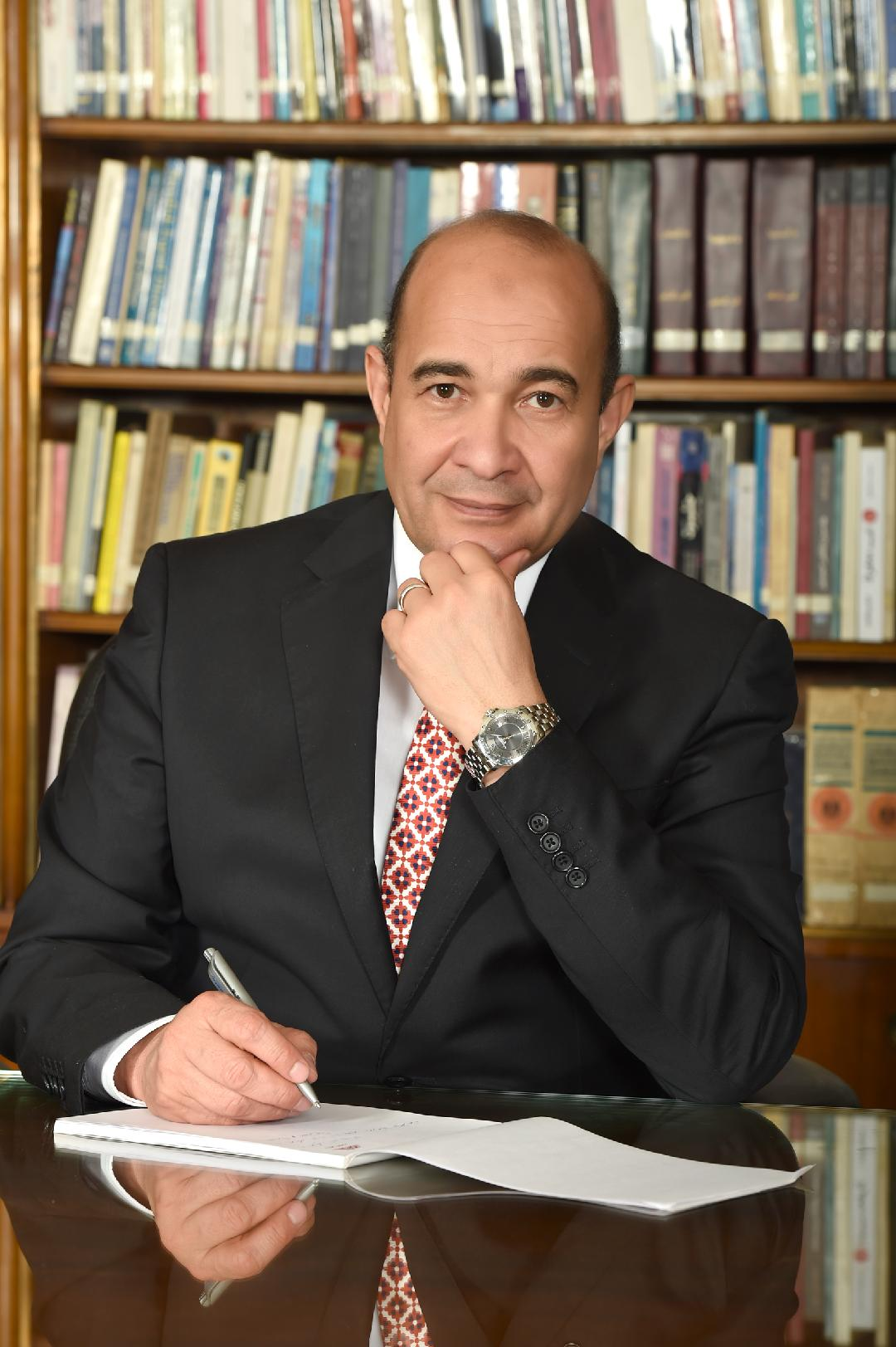
Alaa Thabet (2018)

Alaa Thabet (arabisch علاء ثابت, DMG ʿAlāʾ Ṯābit; * 12. Dezember 1965 in Kairo) ist ein ägyptischer Journalist und Chefredakteur der Zeitung al-Ahram sowie Mitglied des Verwaltungsrates der al-Ahram-Stiftung.

## Akademische Laufbahn
1992 schloss er sein Studium an der Fakultät für Wirtschafts- und Politikwissenschaften der Universität Kairo ab. 2006 erhielt er in den USA das Diplom für fortgeschrittene Studien zum Thema Journalismus und Redaktionsverwaltung.

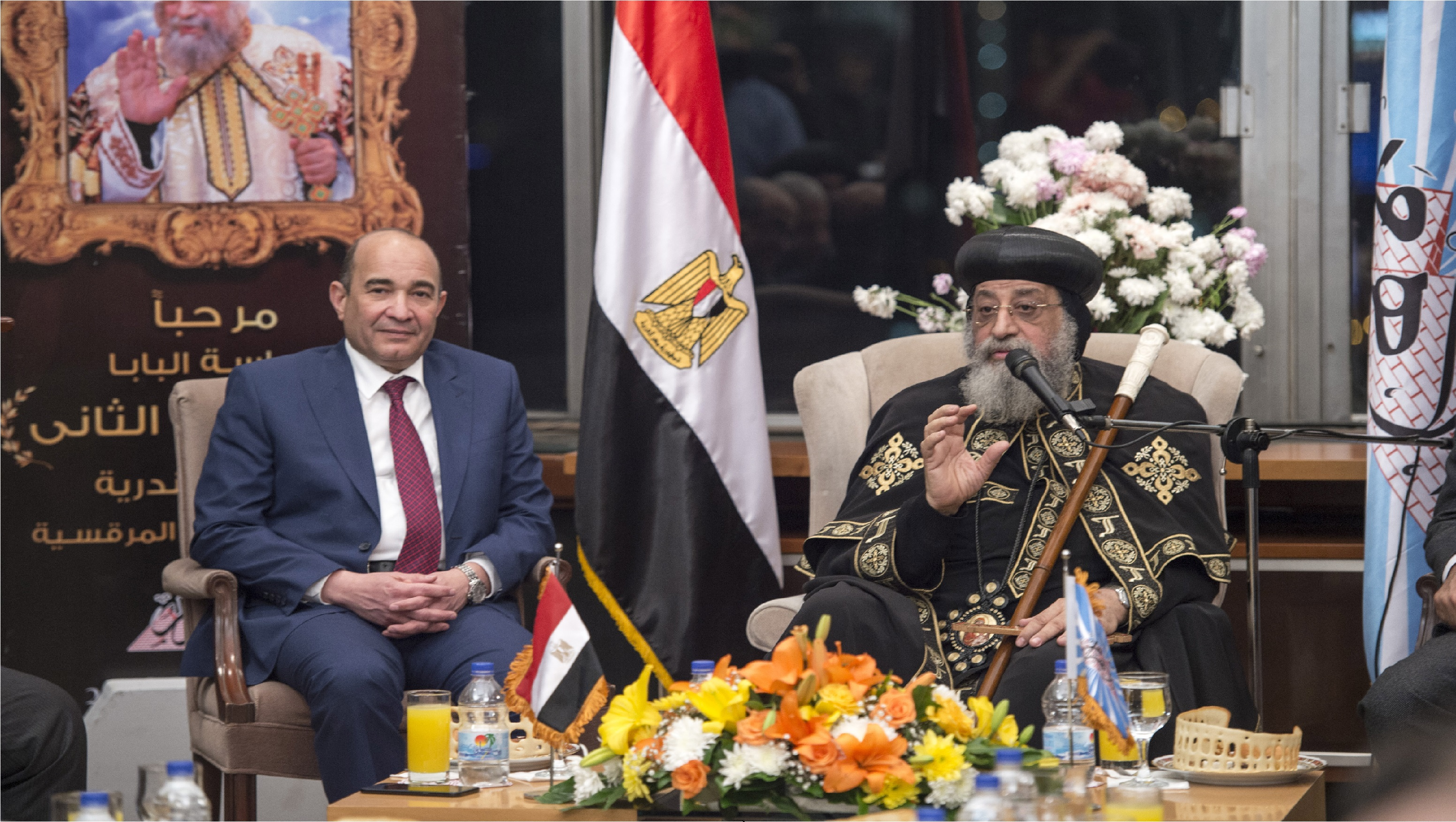
Thabet bei einem Besuch von Papst Tawadros von Alexandria bei der Zeitung al-Ahram

## Karriere
Nach seinem Abschluss arbeitete er 1988 als Journalist für die Zeitung Al-Nour. 1989 war er Journalist für die Zeitung Al-Watan in Kairo. 1990 war er Journalist für das Kairoer Büro der Golf-Zeitung von Kuwait und Al-Qabas im Jahr 1991. Ab 1994 arbeitete er bei der Zeitung Al-Ahram Evening, ab 2007 als stellvertretender Chefredakteur von Al-Ahram Evening. Von April 2011 bis August 2012 sowie zwischen dem 28. Juni 2014 und dem 31. Mai 2017 war er Chefredakteur von Al-Ahram Evening.

## Nationale Presseagentur
Am 11. April 2017 wurde er zum Mitglied der Nationalen Presseagentur gewählt, trat allerdings bereits am 31. Mai 2017 zurück.

## Veröffentlichungen
Er veröffentlichte mehrere Publikationen, darunter das Buch Higher Education in Egypt, in dem er die Politik der Hochschulbildung in Ägypten analysierte.
Zusätzlich schrieb er mehrere Bücher, die vom Zentrum für politische und strategische Studien in al-Ahram veröffentlicht wurden, darunter das Buch Ministerium für Hochschulbildung, das Teil einer Reihe zur Untersuchung der institutionellen und funktionalen Entwicklung der ägyptischen Ministerien ist. Ziel dieser Serie ist es, einen breiten Dialog zwischen den Kräften der Gesellschaft zu eröffnen, um einen korrekten Mechanismus für die Formulierung der öffentlichen Politik in Ägypten zu etablieren.

## Vorträge
Thabet hielt mehrere Vorträge an einer Reihe von ägyptischen und arabischen Universitäten, darunter einen vom saudischen König organisierten Vortrag mit dem Titel Die Zukunft der Papierpresse in der arabischen Welt am Faisal-Zentrum für Forschung und Islamwissenschaft in Saudi-Arabien am 22. Oktober 2018, wo er betonte, dass alle modernen Medienmittel nicht zum Aussterben der Mittel führen.